# Eddie Myers
Brigadier Edmund Charles Wolf Myers CBE DSO, beter bekend als Eddie (Londen, 12 oktober 1906 - Stow-on-the-Wold, 6 december 1997), was een Britse legerofficier die vocht in de Tweede Wereldoorlog. Myers was officier bij de Royal Engineers.
Van oktober 1942 tot begin 1944 leidde hij de door de SOE gecontroleerde Britse militaire missie om Griekenland te gaan bezetten; Eddie Myers was eerst de titulaire rang van kolonel verleend en vervolgens die van brigadier. In deze hoedanigheid was hij direct betrokken bij de coördinatie van de rivaliserende partizanengroepen ELAS en EDES die het viaduct van Gorgopotamos in november 1942 moesten vernietigen (operatie Harling). Ook stuurde hij de vernietiging van de Asopos-spoorbrug door de Britten op 21 juni 1943 aan, als onderdeel van operatie Animals. Myers werd eind 1943 echter door het Britse ministerie van Buitenlandse Zaken bekritiseerd en begin 1944 ontheven van zijn functie, omdat hij steeds meer betrokken zou zijn bij het conflict tussen de door communisten gedomineerde ELAS en de koningsgezinde EDES en een vermeende voorkeursbehandeling voor ELAS aan de dag zou leggen. Daarnaast speelden Britse blauwdrukken om de impopulaire Griekse monarchie na de oorlog te herstellen daarbij een rol. Hij werd als hoofd van de Britse missie opgevolgd door zijn toenmalige plaatsvervanger Chris "Monty" Woodhouse, 5th Baron Terrington.
Omdat hij een gekwalificeerd parachutist was, trad hij vervolgens in dienst als Commander Royal Engineers in de 1st Airborne Division. In deze hoedanigheid vocht hij in de Slag om Arnhem. Myers werd op 22 september over de Rijn gestuurd om contact te leggen met de 1e Poolse Parachutistenbrigade. Als hoofdwerktuigkundige was hij verantwoordelijk voor de organisatie van de Rijnoversteekplaatsen van de Polen en uiteindelijk voor de evacuatie van de overlevenden van de 1st Airborne Division vanuit Arnhem. Tijdens deze operatie werd hij verwond door granaatscherven. Voor zijn rol in de strijd ontving hij op 20 maart 1947 de Nederlandse Bronzen Leeuw.
In 1955 publiceerde hij zijn memoires uit zijn tijd in bezet Griekenland, onder de titel Greek Entanglement.